# Umutoma
Umutoma es una película de Ruanda filmada en colores dirigida por John Kwezi sobre su propio guion escrito con la colaboración de Philbert Mbabazi, que se estrenó en Ruanda el 11 de marzo de 2015. Se trata de una comedia romántica que se rodó en Kigali, Ruanda, producida por la empresa local Sample Studios Production. El título Umatoma puede traducirse como “dulzura” o “palabras de amor”. El filme tiene como actor principal a Edouard Bamporiki, que además es locutor, productor de cine y miembro del parlamento del país, interpretando el papel de un mecánico pobre y poeta que lucha con el joven con brillante futuro encarnado por Yves Nkusi por el amor de la joven Bwiza que protagoniza Kate Katabarwa. Se trata de la primera película de largometraje dirigida por John Kwezi.

## Producción
El filme está producido por Lee Isaac Chung -productor de Munyurangabo, 2007- a través de Almond Tree Films Rwanda, con la postproducción a cargo de Samples Studios. La producción de la película tropezó con varios escollos, incluido un accidente de motocicleta del director ocurrido durante la preproducción cuando estaba buscando lugares para el rodaje, que obligó a paralizarlo a la espera de su recuperación. Como los contratos con los actores finalizaron durante ese lapso de espera, abandonaron el proyecto y John Kwezi debió buscarles reemplazantes una vez que estuvo repuesto.

## Sinopsis
La difícil opción que debe hacer Bwiza, una joven mujer, entre un hombre de negocios de la ciudad con un brillante futuro y un amigo de la infancia, mecánico y poeta, que solamente tiene palabras de amor y su dulzura para ofrecerle.

## Reparto
Actuaron en el filme los siguientes intérpretes:
- Edouard Bamporiki	...	Richard
- Kate Katabarwa … Bwiza
- Yves N Nkusi

## Comentarios
Cuando se le preguntó al director y guionista John Kwezi cómo se le había ocurrido que el personaje principal fuera al mismo tiempo mecánico y poeta, respondió “en realidad, yo soy un poeta; incluso era poeta y escribía teatro antes de hacer películas. Yo tengo la particularidad de de usar las artes culturales de Ruanda en mis películas. La poesía es una de ellas, estoy seguro de que tengo talento para eso y no se limitará a mi primera película sino que seguiré haciéndolo en mis proyectos futuros para defender la identidad de mi país.” Kwezi también dijo que “Esta historia vino de la observación de la sociedad, pero lo más importante deriva de mi experiencia. Muchas veces digo que lo que conté es mi historia.”.
Andrew Israel Kazibwe en el sitio theeastafrican.co.ke/rwanda escribió que la película:

“contrasta valores antiguos y nuevos a través del personaje de Bwiza, una dama que tiene la difícil tarea de elegir entre el amor y la riqueza en las relaciones. La película utiliza humor y poesía para retratar a la gente común y de clase alta de la sociedad y luego usa el suspenso para dejar al público adivinando. Edward Bamporiki impresiona en su papel del protagonista principal: un mecánico pobre y problemático que también es un poeta talentoso. Multitudes curiosas hicieron cola para ver el estreno de la película… hace dos semanas. Los cineastas en el país han tenido que lidiar con el desafío de encontrar actores y actrices adecuados para retratar personajes en sus películas.”

El sitio web eng.inyarwanda.com opinó:

”Esta decepcionante historia de amor -pues estoy seguro de que cada espectador estará identificado con el protagonista- que termina con este perdiendo a la chica de sus sueños que lo llevó al engañoso trauma alexitímico, es una representación del romance moderno en el que las señoritas están varadas en opciones entre muchos hombres elegibles con quienes ir.”

## Exhibiciones y premio
Después de ser estrenado en el Festival de Cine Africano de Luxor, el filme fue proyectado en varios festivales, tales como el Festival de Cine Africano Mashariki, Festival Ecrans Noir de Camerún, Festival de Cine Africano de Silicon Valley, California y Festival de Cine Maisha en Uganda.

En el Festival de Cine Africano de Luxor 2016 fue galardonado con una Mención Especial en la competición de largometrajes de ficción.